# Surazj, Belarus
Surazj (belarusiska: Сураж) är en köping i Belarus.   Den ligger i voblasten Vitsebsks voblast, i den nordöstra delen av landet, 260 km nordost om huvudstaden Mіnsk. Surazj ligger 149 meter över havet och antalet invånare är 818.

## Natur och klimat
Terrängen runt Surazj är platt. Runt Surazj är det ganska tätbefolkat, med 139 invånare per kvadratkilometer.. Det finns inga andra samhällen i närheten.
Trakten runt Surazj består till största delen av jordbruksmark.  Trakten ingår i den hemiboreala klimatzonen. Årsmedeltemperaturen i trakten är 2 °C. Den varmaste månaden är juli, då medeltemperaturen är 18 °C, och den kallaste är februari, med −14 °C.